# De Havilland DH.112 Venom
Де Хэвилленд DH.112 «Веном» (англ. de Havilland DH.112 Venom) — британский истребитель-бомбардировщик, разработанный на основе истребителя DH.100 «Вампир». Совершил первый полёт 2 сентября 1949 года.
Состоял на вооружении Королевских ВВС и авиации Королевских ВМС (в модификации «Си Веном») в 1952—1962 гг. Поставлялся на экспорт в 8 стран мира. Всего построено 1480 машин.
Построен по двухбалочной схеме.

## Модификации
DH.112 прототипы

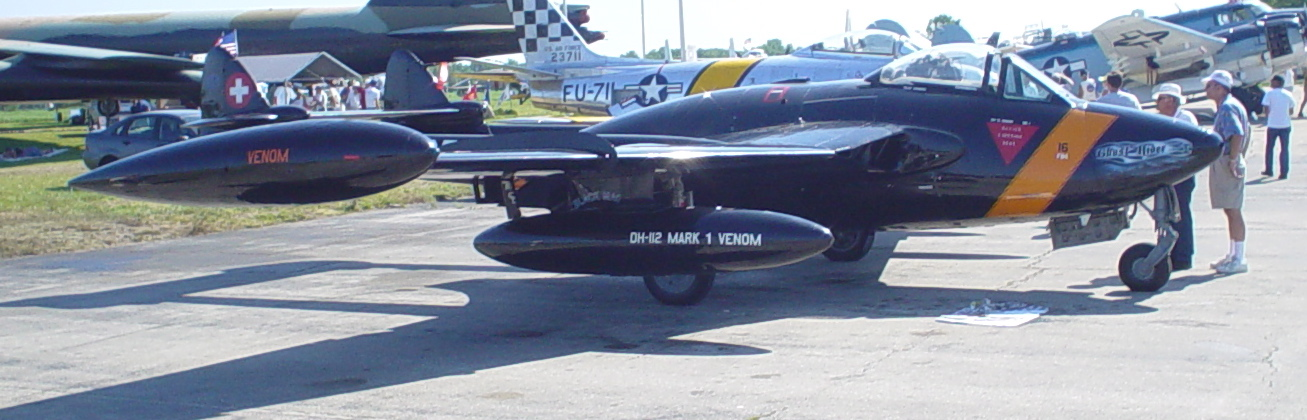
Частный швейцарский Venom FB.54 с удлинённым обтекателем носа

- VV612 переделан из Vampire FB, первый полёт 2.09.1949.
- VV613 переделан из Vampire FB.5, первый полёт 29.07.1950.

FB.1
Одноместный истребитель-бомбардировщик, поступил на вооружение в 1952 году; построено 375.
NF.2
Двухместный ночной истребитель, промежуточная модификация разработанная для ВВС Египта; построено 91.
NF.2A
Модифицированный NF.2, после ряда аварий получивший усиленные лонжероны крыла.
NF.3
Модифицированный NF.2, изменения включали установку катапультируемых кресел, двигатель Ghost 104, новый (американский) радар, что привело к замене носового обтекателя у NF 3; построено 123.
FB.4
Последняя модификация Venom для британских ВВС: одноместный истребитель-бомбардировщик с двигателем Ghost 103, катапультой, силовым приводом элеронов и изменениями в наборе; построено 250.
FB.50
Экспортная модификация, в 1950-х годах поставлялась в Ирак и Италию; построено 15.
NF.51
Экспортная модификация ночного истребителя с двигателями шведского производства. 60 самолётов куплены Швецией, где именовались J33. Служили в 1953–1960 гг в ночном истребительном авиакрыле F1 Вестерос.
Fiat G.80
Проект Venom FB.50 для лицензионного выпуска в Италии.

## Тактико-технические характеристики (Venom FB 1)

DeHavilland Venom NF3

Источник данных: Fighters of the Fifties, International Warplanes

Технические характеристики
- Экипаж: 1
- Длина: 9,70 м
- Размах крыла: 12,70 м
- Высота: 1,88 м
- Площадь крыла: 25,9 м²
- Масса пустого: 4 173 кг
- Масса снаряжённого: 7000 кг
- Силовая установка: 1 ×  de Havilland Ghost 103, турбореактивный
- Тяга: 1 × 21,6 кН

Лётные характеристики
- Максимальная скорость: 1030 км/ч на 305 м (1000 футов)
- Практическая дальность: 1 740 км
- Практический потолок: 12 000 м
- Скороподъёмность: 45,7 м/с (2742 м/мин)
- Нагрузка на крыло: 274 кг/м²
- Тяговооружённость: 0,41

Вооружение
- Стрелково-пушечное: 4×20 мм пушки Hispano Mk.V (по 150 снарядов/ствол)
- Неуправляемые ракеты: 8× НАР RP-3 (27 кг)
- Бомбы: 2×454 кг